# 葉連娜·奧西波娃
叶连娜·亚历山德罗芙娜·奧西波娃（1993年5月22日—），俄羅斯射箭運動員，她代表俄羅斯奧林匹克委員會隊參加了日本舉行的2020年夏季奧林匹克運動會，並且在女子團體比賽上獲得銀牌。